# Hiéroglyphe égyptien R2
La table d'offrandes avec des tranches de pain en hiéroglyphes égyptiens, est classifiée dans la section R « Mobilier cultuel et emblèmes sacrés » de la liste de Gardiner ; cet hiéroglyphe y est noté R2.

## Représentation
Il représente une table d'offrandes haute sur laquelle est disposé des tranches de pains de manière conventionnelle. Il est translittéré ḫȝt.

## Utilisation
| R1 |

| R1 |

| xA | x · t · t | R2 | / | R2 |

| xA | x · t · t | R2 | / | R2 |

| xA | A | i | i | R2 |

| xA | A | i | i | R2 |